# Eva Trout (romance)
Eva Trout é um romance de 1968 de Elizabeth Bowen. É seu último romance e foi pré-selecionado para o Prêmio Booker de 1970. A história gira em torno de uma jovem mulher — a heroína homônima — que, abandonada pela mãe logo após seu nascimento, criada por enfermeiras e babás e educada por governantas, todas contratadas por seu pai milionário, tem dificuldade em agir e se comportar como uma adulta quando, logo após o suicídio de seu pai, ela herda todo o seu dinheiro.

## Resumo do enredo

### Parte I-Gênesis
O romance começa com a excursão de Eva a um lago no bairro de Larkins, onde ela está hospedada como hóspede pagante desde a morte de seu pai. A senhora de Larkins, Iseult Arble, é uma ex-professora de Eva, de quem ela gosta muito durante os dias de escola. No entanto, Eva não gosta da tutela dos Arbles no momento e frequentemente viaja para a casa dos Danceys, onde pode desfrutar da companhia de Catrina, Henry, Andrew e Louise Dancey.
Na primeira seção, os leitores conhecem as duas escolas que Eva frequentou quando era jovem. A primeira escola, de propriedade de seu pai Willy Trout e administrada pelo amante de Constantine, Kenneth, é um dos raros lugares onde Eva se sente em casa, mas também tem um efeito traumático sobre ela, pois a colega de quarto de Eva, Elsinore, tenta tirar a própria vida se afogando no lago.
É na segunda escola que Eva conhece Iseult Smith, de quem ela recebe a atenção que sempre desejou. À medida que Eva se aproxima de seu 25º aniversário, quando poderá acessar a fortuna que seu pai deixou para trás, tanto os Arbles quanto seu tutor legal, Constantine Ormeau, questionam sua capacidade de cuidar de si mesma e de sua riqueza. Para escapar da tutela restritiva de Isolda e Constantino, Eva aluga uma casa em Kent. Em uma conversa com Isolda em Cathay, Eva diz a ela que dará à luz seu bebê e foge para a América, onde compraria uma criança para compensar sua mentira. Na hora da partida de Eva, Iseult já suspeita de uma relação sexual entre seu marido Eric e Eva e não consegue deixar de pensar que o pai do filho de Eva é Eric. Essa suspeita leva à dissolução da família Arbles.

### Parte II-Oito anos depois
A segunda parte do romance é repleta de reconsiderações de Eva sobre seu passado em sua busca para se tornar quem ela é. Após retornar dos EUA com seu filho Jeremy, um menino "surdo e mudo", Eva se apaixona por uma das crianças com quem ela costumava conviver na casa dos Danceys, Henry Dancey, que agora é estudante na Universidade de Cambridge. Embora Henry não sinta o mesmo por Eva em primeiro lugar, em sua partida simulada de himeneu na estação Victoria, Henry declara seu amor sincero por Eva. Essa declaração inesperada, que faz Eva derramar lágrimas de alegria, é imediatamente estragada por Jeremy, que acidentalmente atira em Eva, matando-a instantaneamente na Estação Victoria.

## Personagens

### Personagens principais
Eva Trout - é a personagem principal do romance. Ela é uma mulher de 24 anos, socialmente desajeitada, que está ansiosa para completar 25 anos, quando terá direito a acessar a fortuna que seu pai legou. Embora seus responsáveis não tenham muita confiança em sua capacidade de cuidar de si mesma, ela é uma pessoa muito independente que toma suas decisões sem prestar muita atenção ao que as pessoas esperam dela. No final da primeira parte, Eva viaja para os EUA e passa oito anos lá. Quando ela retorna, ela é a mãe de Jeremy, que ela aparentemente comprou de um esquema de sequestro de bebês.
Willy Trout - pai de Eva. Ele é um personagem ausente que assombra o romance do começo ao fim. Apesar de sua fraca influência parental, ele deixa à filha uma fortuna que ajuda Eva a ser a mulher independente que ela é.
Iseult Smith é uma ex-professora de Eva que é uma professora idealista no auge de sua carreira em um internato inglês. O relacionamento próximo entre Eva e ela desaparece gradualmente quando Eva começa a viver com Iseult e seu marido como hóspede pagante em Larkins, uma casa localizada no meio de árvores frutíferas. Ela é uma professora muito bem-sucedida pedagogicamente, mas como intelectual, aspirante a autora de seu próprio romance e tradutora amadora, ela é mais como "uma artista fracassada", "uma fachada de erudição".
Eric Arble - marido de Iseult. Como um dos poucos casais heterossexuais do romance, os Arbles não parecem estar desfrutando de um casamento feliz. Para Iseult, a principal razão para esse casamento infeliz é Eva Trout, de quem eles têm que cuidar ou pensar o tempo todo.
Constantine Ormeau - o tutor legal de Eva que mora em Londres. Ele é um dos personagens homossexuais do romance e amante do pai de Eva, Willy Trout.
Os Danceys são uma família que vive no bairro de Larkins. Como a atmosfera calorosa e amigável da casa fascina Eva, ela passa a maior parte do tempo com as quatro crianças da família Dancey.
Henry Dancey - um dos filhos da família Dancey. Mesmo quando criança, Henry se destacava entre seus irmãos por sua atitude "composta" e "sardônica". Quando Eva retorna dos EUA, ela se apaixona por Henry, que na época era estudante na Universidade de Cambridge.
Elsinore - Colega de quarto de Eva no castelo perto do lago. Após sua tentativa inesperada de suicídio, sua mãe leva Elsinore embora. Eva nunca poderia ter terminado com essa separação. Na verdade, quando ela acidentalmente encontra Elsinoere em Chicago, ela parece ter uma lembrança muito vívida dos dias de escola. No entanto, ela é bastante fria e hostil com Elsinore quando diz a Eva suplicantemente: "Leve-me com você, Trout."

### Personagens secundários
Sr. Denge - um corretor imobiliário que aluga uma casa em Kent para Eva.
Tony Clavering-Haight - um padre anglicano e amante de Constantino. Por meio de sua longa conversa com Eva, os leitores descobrem como Eva se sente em relação ao seu passado depois de ter passado oito anos nos EUA.
Applethwaite - um escultor. É quando ela falha em vigiar Jeremy cuidadosamente que Jeremy é sequestrado.
Kenneth - um homem homossexual que tem um caso com Constantine. Na verdade, Willy Trout compra o castelo e quer que Kenneth fique sob administração com o objetivo de manter Constantine longe dele.
Gerard Bonnard - um médico francês a quem Eva leva Jeremy com o objetivo de melhorar as habilidades de comunicação do filho.
Portman C. Holman - um professor de filosofia que voa para os EUA no mesmo avião que Eva. A carta que ele envia para Eva nunca chega ao seu destino.

## Temas

### Superfície/produnfidade
Há dois momentos importantes no romance em que nos deparamos com a tensão entre superfícies e profundidades. De fato, o romance abre com tal tensão: ao avistar o castelo à beira do lago, Henry Dancey pergunta: "Esse castelo é genuíno?" A aparência grandiosa do castelo faz Henry sentir que há algo irreal e inautêntico na fachada espetacular do castelo. No segundo momento em que Eva privilegia a superficialidade, ela comenta as obras de arte expostas na National Portrait Gallery. Eva rejeita a visão de que as profundidades tornam a vida das pessoas mais real do que a dos retratos.

[E]les eram todos "fotos". Imagens. "Nada além de um baralho de cartas"? – não exatamente, mas quase o suficiente para derrotar Eva. ... Eles estavam apenas em exposição. Sofrendo com a imponência de serem retratados, eles apresentaram um núcleo frio de resistência até mesmo ao artista mais penetrante. ... Não havia nada a aprender com eles (se você aceitasse aprender que nada havia a aprender). Na medida em que tiveram um efeito sobre o futuro aluno, foi um efeito maligno: cada alma que Eva conhecia não se tornou mais nada além de um retrato. Não havia "vida real"; nenhuma vida era mais real do que esta. Ela já suspeitava disso há muito tempo. Agora ela tinha certeza.

A renúncia de Eva às profundezas, no entanto, não a impede de desenvolver relacionamentos únicos com outros personagens. Dado que Bowen nunca faz uma descrição facial de Eva, o romance mostra as tentativas contínuas de Eva de ter um rosto próprio em sua maneira "superficial" e não identitária.

### Comunicação

##### Comunicação verbal
A comunicação (verbal e não verbal) está no centro deste romance. Lis Christenson afirma que o romance é sobre os "limites e possibilidades da comunicação". O estilo de conversa da personagem principal do romance, Eva, é descrito como "estranho, como cimento", que foi "estabelecido" quando ela tinha dezesseis anos e sua professora de inglês, Iseult, a conheceu.
O Rev. Dancey é outro personagem que tem problemas de comunicação devido aos seus espirros constantes e febre do feno, o que torna sua fala desconfortável para ele e para aqueles que o ouvem:

sua ansiedade era sua voz, que começou a variar de volume tão incontrolavelmente como se um poltergeist estivesse mexendo nos controles, às vezes saindo de um estrondo ou rugido repentino, às vezes desaparecendo até desaparecer do ar.

Eric Arble e Iseult têm problemas de comunicação, pois suas conversas são interrompidas pela chegada de Eva ou pela reação extremamente emocional de cada um ao que o outro disse. Em um caso de mal-entendido, Eric exclamou para Iseult: "É isso que sai da tentativa de falar. Alguém pode se perguntar por que eu mantenho minha boca fechada?"
Quando Constantine, o guardião de Eva, pede que o Sr. e a Sra. Arble se juntem a ele em Londres para discutir o desejo de Eva de sair da casa dos Arble, ocorrem casos de falha de comunicação verbal entre Iseult e Constantine. O primeiro caso foi quando Isolda perguntou sobre a mãe de Eva:

"Como era a mãe dela?"

"Cissie? Ela era encantadora."

"Oh?"

"Sim, de fato — querida Cissie. Tão encantadoras maneiras femininas, tão charmosas tantas vezes. Tão deliciosamente" — seu olhar patinou sem vida sobre sua convidada — "vestida, sempre. Era-se devotada a ela."

"Ela não parece muito com Eva."
"Não superficialmente. Sim, na época dela, Cissie desempenhou um papel importante."

"Ah... Sra. Arble?"

"A morte dela." 

O segundo caso de falha de comunicação foi quando eles estavam pedindo comida:

"[V]ocê não diria 'não' às ostras?"

"Não."

"Não?", perguntou ele, assumindo um ar trágico.

"Quero dizer, não; eu não diria 'não'."

O romance também mostra casos de falhas na linguagem falada, em que a comunicação falha e o significado desaparece nas rachaduras da linguagem, além da instabilidade da voz em transmitir o significado. Bowen expressa um sentimento de ambivalência em relação às "guirlandas de afeição" que os personagens concedem uns aos outros, já que a linguagem pode ser facilmente usada para disfarçar, desencaminhar e confundir indivíduos ou conter significados clandestinos. Eva, cujas habilidades linguísticas são deficientes por ter sido criada por falantes não nativos de inglês, pergunta sobre o significado das palavras que ela não entende e, dessa maneira, ela desmascara a artificialidade que se esconde por trás da linguagem.

##### Comunicação não verbal
A habilidade de Jeremy, o filho surdo adotado de Eva, de se comunicar com sua mãe é descrita como "extra-sensorial". No entanto, quando a comunicação falha, o comportamento angelical de Jeremy é interrompido por um tipo de "possessão". Jeremy é capaz de se comunicar por meio de leitura labial e também de ler rostos e expressões das pessoas ao seu redor. Nos EUA, Eva e Jeremy passavam horas assistindo a filmes mudos, e esse interesse os ajuda a desenvolver sua própria linguagem muda.

### Sexualidade
A sexualidade é um dos aspectos mais cruciais do romance, na medida em que tanto o desejo heterossexual quanto o homossexual são exercidos em níveis diferentes e, às vezes, em relação às mesmas pessoas. Em primeiro lugar, Eva Trout, quando jovem, não parece tão feminina fisicamente. No castelo, um aluno pergunta se ela é hermafrodita. Mais tarde, no internato inglês, o relacionamento de Eva com Elsinore vai além de uma amizade íntima. Como Elsinore tem que passar todo o tempo no quarto como parte de seu tratamento de recuperação, o vínculo entre elas fica ainda mais forte por causa da proximidade em que se encontram.

O que fez Eva visualizar isso como uma câmara de casamento? À medida que o clima se intensificava, tudo ficava mais sensível. Repousar uma mão no cobertor que cobria Elsinore era sentir na palma da mão um tremor primitivo — imaginando as batidas daquele outro coração, ela tinha uma sensação apaixonadamente solícita dessa outra presença. Nada proíbe o amor. Essa quietude mortal, mas viva, de dois seres juntos, essa separação, veio a ser a retribuição de todo anseio.

Apesar da memória fragmentada de Eva, quando ela se depara com Elsinore em Chicago muitos anos depois, as lembranças de Eva sobre sua afeição por Elsinore ainda são muito lúcidas:

A sala da cidade no castelo, a respiração lamentável. A janela cega, o lago banido. As vigílias sem dia e sem noite, a tenda de teias de aranha. A mão no cobertor, o coração suplicante que responde e bate. A escuridão: a distância invisível, a proximidade conhecida. Amor: o aqui e o agora e o nada mais. O degrau na escada. Não a leve embora, NÃO a leve embora. Ela é tudo o que eu sou. Nós somos tudo o que existe.

O apego extremo de Eva por Iseult na escola também tem conotações sexuais, mas essa afeição mais tarde evolui para uma vingança planejada quando Eva, em uma conversa com Iseult, faz tudo o que pode para enganar Iseult, fazendo-a pensar que ela e o marido de Iseult tiveram um caso sexual.

"Você não tem noção de como Eric sente sua falta. Por exemplo, você não poderia vir até nós no Natal? Como você costumava fazer; eu acho que muito feliz. E até o Natal parece muito distante, muito distante para Eric. Ora, se você vier então, terá se passado sete, não, oito, nove? meses desde que ele te viu. Muito tempo."

"Nove", disse Eva, olhando para a árvore perene.

"Então pelo menos, Natal?"

"O Natal é em dezembro?"

"Geralmente é.—Por quê? Há mais alguma coisa que você pensa em fazer?"

"Em dezembro terei um filho pequeno."

Quando Eva volta dos EUA, ela é mãe e dedica a maior parte do seu tempo ao tratamento de Jeremy. Enquanto isso, ela se apaixona por Henry Dancey, por quem sempre teve admiração desde a infância de Henry. Há também uma série de relacionamentos homossexuais que determinam o curso do romance. O amor de Willy Trout por Constantino, bem como o interesse de Constantino por Kenneth na primeira seção e pelo padre Tony Clavering-Haight na segunda, ajudam Bowen a justapor e comparar relacionamentos heterossexuais e homossexuais. Embora o efeito negativo do amor egoísta do pai de Eva por Constantino sobre Eva faça com que vários críticos desconfiem das propensões homofóbicas por parte de Bowen, os relacionamentos heterossexuais no romance são retratados de forma igualmente negativa.

### Educação
Sendo uma garota socialmente desajeitada, Eva precisa de atenção especial na adolescência. Mas a decisão do pai sobre qual escola ela deveria frequentar reflete as preocupações dele e não as dela. Depois de comprar um grande castelo perto do lago, ele pede ao amigo de seu amante Constantino, Kenneth, para ser o administrador. O principal objetivo desta oferta, no entanto, é separar Constantine de Kenneth, a quem Willy considera uma ameaça ao relacionamento deles. Nesta escola, o que mais interessa a Eva é assistir ao amanhecer em seu quarto sem cortinas que ela divide com Elsinore. O amor de Eva por Elsinore é profundo, mas elas se separam e não se veem por um longo tempo depois que a mãe de Elsonore chega e leva Elsinore para longe do castelo. Na verdade, a própria escola fecha logo após a saída de Elsinor devido a uma série de incidentes infelizes, incluindo roubo, envenenamento e incêndio criminoso. Depois de dois anos, Eva conta ao pai que quer se matricular em um internato inglês. Neste internato, Eva conhece Iseult Smith, a quem ela admira enormemente.

A supremacia destacou esse professor maravilhoso. Ela poderia ter pensado qualquer coisa. Seu traje escuro poderia ser o hábito de uma Ordem. ... A beleza intelectual das suas frases era informada por um brilho; as palavras que ela falava soavam novas, nunca antes ouvidas.

Sua admiração por Iseult Smith desaparece gradualmente à medida que ela se sente abandonada e traída. Iseult acaba causando mais mal a Eva do que pretendia inicialmente. Na verdade, Eva nunca perdoa Isolda por sua traição. Em vez de afirmar a instituição da educação em si, Bowen problematiza o conceito de ajuda como tal, na medida em que a maioria das tentativas de ajudar os outros no romance dão errado ou não fornecem aos ajudantes o conforto psíquico que eles buscavam em primeiro lugar.

### Paternidade
A criação dos filhos é outro tema central do romance, pois somos apresentados a vários indivíduos que não conseguem assumir a responsabilidade por seus filhos. O pai de Eva, Willy Trout, falha em seu dever de pai quando ignora a educação da filha, bem como suas necessidades emocionais, e a carrega pelo mundo como se fosse uma bagagem. A mãe de Eva também falha como mãe quando deixa o marido e a filha para trás ao descobrir a verdade sobre a homossexualidade de Willy e seu relacionamento com Constantine. A mãe de Elsinore, que manda sua filha para um internato misto para separá-la do filho do mordomo japonês, só aparece dias depois de Elsinore tentar cometer suicídio entrando no lago. Sua pergunta sobre a saúde de sua filha Elsinore ao chegar para levá-la de volta para casa, "Como está minha querida?", irá assombrar Eva pelo resto de sua vida. Aliás, Elsinore é a primeira pessoa a quem Eva oferece cuidado e carinho. Com um gesto maternal, Eva insiste em ficar com Elsinore durante seus dias de doença.
Constantine, o protótipo do padrasto malvado, ignora Eva completamente até que ela herde a riqueza de Willy. Seu caráter e sua maneira de falar são bastante insidiosos. É sugerido que Willy desconfiava de Constantine e suspeitava que ele e Kenneth pudessem ter tido um caso, um assunto que poderia ter levado Willy Trout à depressão e, por fim, ao seu suicídio. Portanto, ele não é um bom pai para Eva nem um parceiro fiel.
Apesar de seu relacionamento distante com Eva, Constantine se considera uma figura de autoridade e a questiona sobre seus planos para o futuro de Jeremy na presença dele, perguntando-lhe:

"O que você vai fazer com esse garoto?... Seu futuro, sua educação. Sua deficiência. Ele é seu herdeiro, eu suponho?" 

Constantine também critica a superproteção de Eva em relação a Jeremy, acusando-a de ser negligente no tratamento da surdez de Jeremy e de lidar com ela.

"[I]t não faria mal à criança ver algo do East End: suas realidades. Você o mantém em celofane. Você o transforma em um brinquedo; na melhor das hipóteses, um companheiro de brincadeiras. Ele pode muito bem continuar abraçando sua deficiência, é uma forma de imunidade. Ele se sai bem com isso — você torna a vida muito charmosa para ele: um Éden. Já passou da hora de ele ser expulso; do jeito que as coisas estão, isso só poderia ser feito em seu cadáver... o que será dele quando você se for?"

Na verdade, as habilidades parentais de Eva com Jeremy superam o cuidado e a educação que seus próprios pais lhe deram, pois ela dedica seu tempo brincando, entretendo ou educando-o.
Outra figura semelhante a um pai é Iseult, que ensina inglês e poesia a Eva quando ela estava no internato inglês para meninas e assume a responsabilidade de melhorar a fala e as habilidades linguísticas de Eva, mas desiste depois de um tempo. O cuidado e o interesse que Isolda demonstra por sua aluna faz com que Eva se apaixone por ela como:

"[A]té que Isolda chegou, nenhum ser humano jamais havia voltado para Eva toda a sua atenção — uma atenção que poderia parecer amor. Eva não sabia nada sobre o amor, exceto que ele existia — isso ela deveria saber, tendo olhado para ele. Sua existência havia passado sob uma sombra: a sombra do apego total de Willy Trout a Constantino."

A desavença entre Eva e Iseult é resultado da grande decepção de Eva pelo abandono de seu antigo professor, como ela explica ao padre Tony Clavering-Haight:

"Ela desistiu de me ensinar. Ela abandonou minha mente. Ela traiu minhas esperanças, tendo-as levado adiante. Ela fingiu amor, para me fazer mostrar a ela—então, pensando que ela viu tudo, virou-se. Ela--"

"—Espere um minuto; quais eram suas esperanças?"

"Para aprender", disse Eva. Um tremor antigo a sacudiu. "Ser e me tornar — eu nunca tinha sido", ela acrescentou. "Eu estava começando a ser."

Ele comentou, com entusiasmo: "Um professor talentoso".

"Sim. Então ela me mandou de volta."

"Mandou você embora?"

"Não; me mandou de volta novamente - para não ser nada."

Então é lógico que o interesse do Sr. e da Sra. Arble em ter Eva na casa deles era porque eles não tinham um filho e precisavam do dinheiro dela, e essa tensão resulta na esterilidade deles e na incapacidade de fazê-la feliz. No entanto, há uma representação positiva da criação dos filhos no romance, e isso acontece dentro da casa dos Danceys. Apesar de terem grandes falhas de caráter aos olhos de Eva e serem retratados como caricaturas, os Danceys estão entre os personagens mais felizes do romance.

## Motivos

### Existencialismo
Com foco nas questões de responsabilidade, perdão e liberdade, o romance ressoa com as questões da filosofia existencialista da segunda metade do século XX. A renúncia de Eva às aparências, a intrincada rede de relações entre pessoas que afetam drasticamente a vida umas das outras, o jogo do acaso e da necessidade constituem os principais motivos existencialistas do romance. A questão da autenticidade também é relevante na medida em que tanto Isolda como Eva parecem sofrer de "má-fé". As últimas palavras de Eva antes de ser morta a tiro pelo filho, "O que é concatenação?", também apontam para a acumulação de eventos e o seu efeito determinante na vida de uma pessoa. Essa questão se soma a muitos outros momentos, especialmente na segunda parte do romance, em que Eva mostra sinais de que está abordando as limitações das situações em que se encontra, em vez de descartá-las imediatamente. A má-fé de Isolda, por outro lado, consiste em culpar Eva por todas as suas misérias, decepções e fracassos. Ao contrário de Eva, ela considera os dados da situação como limites incontestáveis. Nesse sentido, a questão de uma vida autêntica está no cerne do romance.

### Intertextualidade
No romance, há várias referências a obras literárias. Elsinore, colega de quarto de Eva na primeira escola, a pequena quase albina, parecida com uma fada, cuja "beleza desbotada lhe dava um ar de idade", recebeu o nome do castelo em Hamlet e é chamada pelo garoto que salvou sua vida de 'Ofélia' ilegítima." Ela é 'Julieta' que chora e soluça durante a noite por ter sido separada do filho do mordomo japonês. Eric Arble é descrito como um 'tipo Macbeth', 'blackmoor' que não pode prosseguir sem a Sra. Arble. Há também algumas referências ao Livro do Gênesis, a mais óbvia sendo o título do primeiro capítulo, "Gênesis". "O nome de Eva também pode ser associado a Eva. Quando Constantino diz a Eva que ela está fazendo um "Éden" da vida para Jeremy e que é hora de "expulsá-lo", o tema bíblico da queda é invocado. Há também uma curiosa referência a "Hedda Gabler" em uma conversa entre Iseult e Eva. Explicando a razão pela qual Iseult pegou a arma em troca da máquina de escrever que ela deixou para Eric, Iseult afirma que pode ser uma questão de um " complexo de Hedda Gabler. "Nesta peça escrita por Henrik Ibsen, Hedda entrega uma arma a outro personagem para ajudá-lo a cometer suicídio.